# Aregont
Aregont (en grec antic: Ἀρήγων, llatí: Aregon) fou un pintor de l'antiga Grècia natural de Corint que va viure al segle vii aC.
Aregont, juntament amb Cleantes, va decorar el temple d'Àrtemis Alfeònia a la boca del riu Alfeu (Èlida). Segons Estrabó (VIII 3.12), va pintar una imatge d'Àrtemis muntada dalt d'un griu, segons Estrabó. Segons Plini el Vell (XXXV 5), cal situar Aregont entre els primers pintors grecs, pioners en aquest art.